# Кси Орла
Кси Орла (лат. Xi Aquilae) — звезда, которая находится в созвездии Орёл на расстоянии около 204 световых лет от Солнца. Вокруг звезды обращается, как минимум, одна планета.

## Характеристики
ξ Орла представляет собой оранжевый гигант, превосходящий по размерам наше Солнце в 12 раз. Её масса составляет около 2,2 массы Солнца, а светимость — 69 солнечных. Температура поверхности же, наоборот, ниже солнечной, что характерно для звёзд подобного класса. Она составляет приблизительно 4780 градусов.

## Планетная система
В 2008 году командой японских астрономов из астрофизической обсерватории Окаяма, было объявлено об открытии планеты ξ Орла b в системе. Она представляет собой газовый гигант, превосходящий по массе Юпитер в 2,8 раза. Полный оборот вокруг родительской звезды планета совершает за 136 суток. Открытие было совершено методом Доплера.